# Dom Pedro (água-marinha)
A Aquamarine Dom Pedro é a maior pedra preciosa aquamarina do mundo. Foi cortado de um cristal que originalmente pesava aproximadamente 100 libra (massa)s (45 kg) e medindo mais de 0.91 m (3 ft) de comprimento. A pedra foi extraída em Pedra Azul, no estado de Minas Gerais no Brasil por volta de 1980, e recebeu o nome dos imperadores brasileiros Pedro I e Pedro II. A pedra preciosa azul-verde foi cortada por Bernd Munsteiner em uma forma de obelisco pesando 10.363 quilates. As dimensões acabadas medem 36 cm (14 in) de altura por 10 cm (4 in) de largura..A jóia foi doada ao Smithsonian Institution por Jane Mitchell e Jeffery Bland.  Está alojado no Museu Nacional de História Natural Janet Annenberg Hooker Hall of Geology.